# Булаево
Була́ево (каз. Булаев) — город, административный центр района Магжана Жумабаева Северо-Казахстанской области Казахстана.
Железнодорожная станция Южно-Уральской Железной дороги в 96 км к востоку от Петропавловска, ранее существовала ветка (100 км) на юг к станции Молодогвардейская, которая демонтирована в 1985 году.

## Население
В 1999 году население города составляло 9638 человек (4752 мужчины и 4886 женщин). По данным переписи 2009 года в городе проживали 8433 человека (3950 мужчин и 4483 женщины).
По данным на 1 января 2019 года население города составляло 7742 человека (3742 мужчины и 4000 женщин).

## Экономика
Действует АО «Булаевский элеватор».
Особое внимание в городе уделяется комплексу предприятий, перерабатывающих сельскохозяйственную продукцию. В городе Булаево функционирует 8 пекарен по обеспечению населения хлебом.
В настоящее время функционируют 3 крупных предприятия, осуществляющих переработку сельскохозяйственной продукции.

## Городская инфраструктура
Протяженность дорог в городе составляет 43 км, в том числе 24 км — асфальтированные, 19 км — грунтовые.
Городская система связи представлена АО «Казахтелеком», АО «Казпочта» включает в себя почтовую, телеграфную, междугороднюю связь. Вся сеть переведена на современную цифровую станцию. Автозаправочных станций в городе 7.
В сфере услуг в городе действуют предприятия розничной торговли, общественного питания, бытового обслуживания: 139 торговых точек, 2 специализированных рынка, 22 пункта общественного питания, 4 парикмахерских, 3 фотоателье, 2 обувных мастерских, 2 швейных цеха, 1 пункт по ремонту бытовой техники, 3 оптовых магазина, 10 аптек, 6 СТО, 1 ресторан, 3 гостиницы, 5 нотариусов. В структуре малого бизнеса большую часть занимает торгово-закупочная деятельность.
В 2014 году была открыта новая районная поликлиника.

## Образование
Гуманитарно-технический колледж имени Магжана Жумабаева
Основан при Булаевской средней школе № 3 и проводит обучение по специализациям «Правоведение», «Учёт и аудит» на заочной и очной формах обучения.
Колледж профессиональной подготовки и сервиса
Школа-гимназия имени Батыра Баяна
До революции в Булаево была церковно-приходская школа из трёх классов, в которой работало два учителя. Летом 1924 года здание сгорело, и в 1928 году была организована школа колхозной молодёжи, состоящая из трёх классов. В 1935—1936 гг. становится семилетней, а 1935—1936 учебного года — средней. В 1964 г. учащиеся средней школы получили новое здание на 700 мест, а в 1974 году — на 1100 мест. Большое внимание уделяется укреплению учебно-материальной базы. Если в 1975 г. в школе насчитывалось 12 кабинетов, то в 1979—1980 учебном году — их 24.
В сентябре 2006 года было торжественное открытие бюста Батыра Баяна — это знаменитый военачальник из окружения Абылайхана, чьё имя с 2003 г. носит школа.
Средняя школа № 2
Здание ныне существующей школы было построено и сдано в эксплуатацию в 1983 г.
Средняя школа № 3
В 1956 году начальная школа была барачного типа, которая именовалась школой № 43. В 1964 году в связи с передачей станции Булаево Южно-Уральской Железной дороге, школа стала носить статус Булаевской средней школы № 7, а в 1998 году БСШ № 7 была передана в ведомство Министерства образования и науки Республики Казахстан и стала Булаевской средней школой № 3.
За 50 лет школа преобразовалась. В 2005 году школа получила мультимедийный кабинет. Коллектив работает над усовершенствованием процесса преподавания с применением новейших технологий. Учащиеся успешно участвуют в олимпиадах, математических турнирах, в республиканских конкурсах сочинений. В 2001 году школа вошла в число 100 лучших школ РК[неизвестный термин].
Казахская школа-интернат № 4
Детская музыкальная школа.

## Культура и спорт
ДЮСШ — 1, стадионы — 2, спортзалов — 7, спортивных клубов — 1, дом культуры, 4 библиотеки, фотостудия, школа юных техников. За счёт спонсорской помощи функционирует культурно-оздоровительный центр «Олимп».

## Средства массовой информации
В городе еженедельно издаются газеты «Вести» и «Мағжан Жұлдызы», своего телевидения и радиовещания нет.

## Религия
В городе функционирует 4 религиозных объединения, из них 2 религиозных объединения имеют культовые здания, 3 религиозных объединения зарегистрированы:
- — Булаевский филиал ДУМСКО (ислам) г. Булаево (мечеть)
- — Русская православная церковь «Свято Никольский храм»
- — 2 общины ЕХБ (протестантизм)